# Acripeza reticulata
Acripeza reticulata  (лат.) — вид кузнечиков рода Acripeza из семейства Tettigoniidae. Эндемик Австралии.

## Распространение
Австралия (Австралийская столичная территория и Снежные горы в штате Новый Южный Уэльс).

## Описание
Кузнечики длиной около 3 см, обладающие необычным сочетанием окраски тела. В спокойном состоянии насекомые имеют маскировочную окраску, они сходны с сухим листом темно-коричневого цвета. Потревоженные, они поднимают свои надкрылья и выставляют яркие красную, синюю и черную полоски тергитов брюшка (у нимф оранжево-чёрные). Самки бескрылые (развиты только надкрылья, а задние перепончатые крылья редуцированы), самцы крылатые и могут летать, активны во вторую половину дня  вплоть до темноты.
Вид был впервые описан в 1832 году французским зоологом Феликсом Эдуардом Герен-Меневиллем по материалам из Австралии. В качестве основного компонента секреции дорзума брюшка было выделено вещество s-бутил β-D-глюкопиранозид. Это соединение имеет горький вкус и может выполнять защитную роль. В дикой природе наблюдается на растениях рода крестовник (Senecio, сложноцветные).